# Bukáček malý

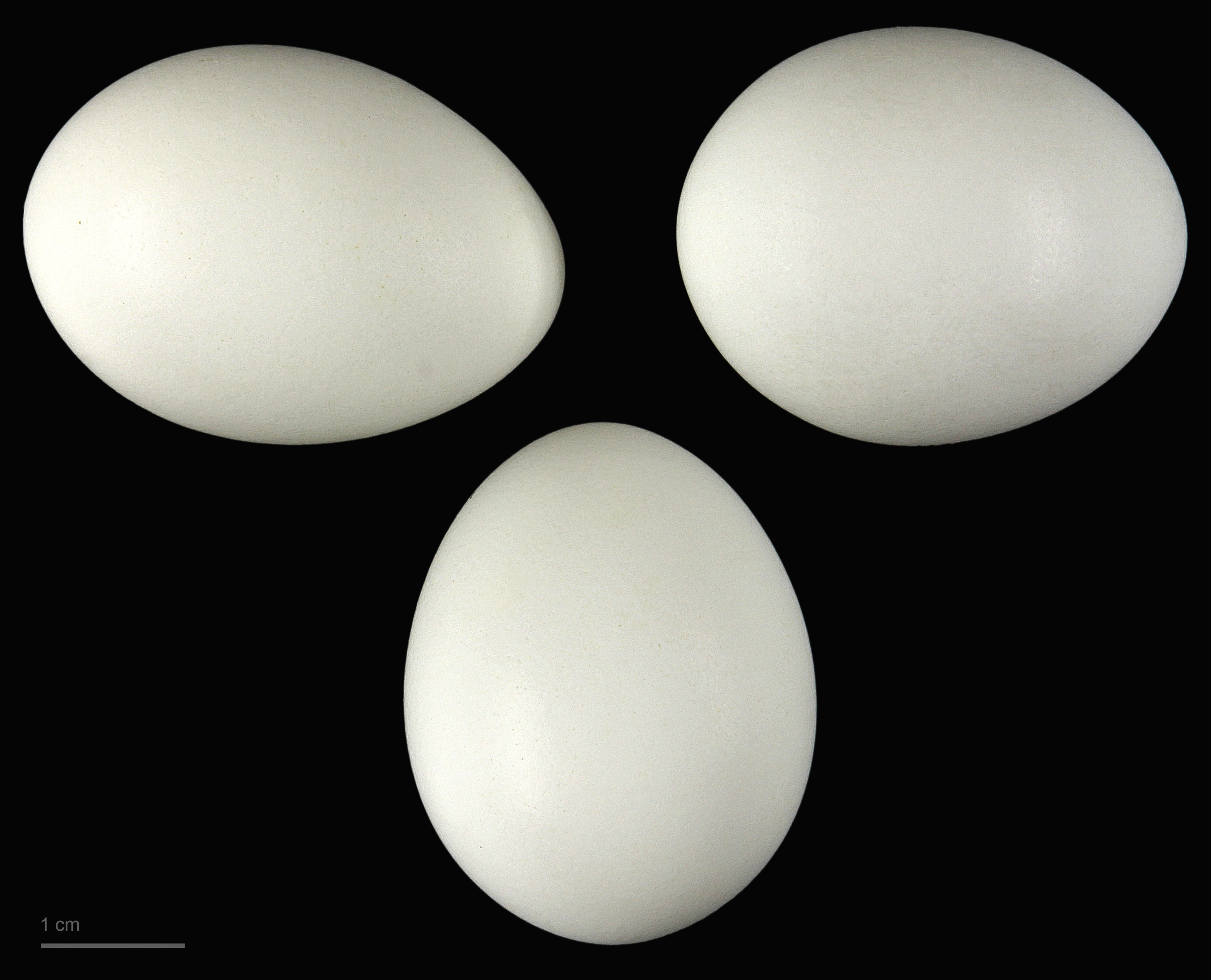
Ixobrychus minutus

Bukáček malý (Ixobrychus minutus) je nejmenší volavka žijící na území Česka, která je velká asi jako hrdlička zahradní. Samec má hřbet černý, samice hnědavě skvrnitý. Mláďata jsou hnědá, podélně čárkovaná. Nohy má zelenožluté. Žije velmi skrytě v rákosových a vrbových porostech a jeho přítomnost je tak nejlépe zjistitelná po hlase.

## Hlasový projev
Samec se ozývá, především v noci, hlubokým nepřetržitým a monotónním „vru, vru, vru“. V letu občas nosovým „kerak“.

## Rozšíření
Západní část Eurasie až po západní Čínu, Pákistán a severní Indii, Afrika jižně od Sahary a východní Austrálie. Malé populace se vyskytují i na Madagaskaru a Nové Guineji. V Evropě jako hnízdící pták chybí na Britských ostrovech, v Irsku, Dánsku, Estonsku, ve Skandinávii a v severním Rusku.

## Výskyt v Česku
Bukáček malý je v ČR vzácný druh s odhadem početnosti 60 až 80 párů. Většina prokázaných hnízdění pochází z pravidelně obsazovaných lokalit v Polabí, jižních Čechách a na jižní a severní Moravě. Dříve (do 60. let 20. století) u nás výrazně hojnější. Je chráněný zákonem jako silně ohrožený druh.

## Hnízdění
Vzácně hnízdí v močálech, bažinách a na březích rybníků zarostlých rákosem. Hnízdí v květnu až červenci, většinou jednou ročně. Hnízdo je miskovitá stavba ze stébel ostřice a rákosí umístěná těsně nad vodou. Samice snáší 4–6 bělavých vajec na kterých sedí oba rodiče asi 17–19 dní. Mláďata opouštějí hnízdo ještě nevzletná po 10–12 dnech, kdy se obratně pohybují v rákosí v okolí hnízda. Vzletnosti dosahují mladí ptáci ve stáří 21–23 dnů.

## Tah
Bukáček malý je tažný pták, na hnízdiště se vrací na přelomu dubna a května, odlétá během srpna a září. Zimuje v mokřadech střední rovníkové Afriky.

## Potrava
Živí se hmyzem, pavouky, měkkýši, rybami nebo žábami.

## Chov v zoo
V Evropě je tento druh chován ve 30 zoo. Z toho ve čtyřech českých:
- Zoo Dvůr Králové
- Zoo Ostrava
- Zoo Plzeň
- Zoo Praha

### Chov v Zoo Praha
Záznamy o chovu bukáčků existují již z doby krátce po vzniku Zoo Praha. Reálný chov však byl založen až v roce 2007, kdy přišel pár těchto brodivých ptáků. První mládě odchovali v roce 2009 – jednalo se o první odchov v rámci českých zoo. Úspěch se podařilo ještě několikrát zopakovat, např. v květnu 2013 se vylíhla dvě mláďata. V průběhu roku 2017 bylo odchováno pět mláďat. Na konci téhož roku zoo chovala šest jedinců tohoto druhu. V roce 2018 bylo odchováno dalších pět mláďat a po přesunech zoo na konci daného roku evidovala tři jedince. Tři mláďata bukáčků přišla na svět v březnu 2020.